# Makron
Makrón je drobno pecivo, narejeno iz mletih mandljev, lešnikov ali kokosa ter stepenega beljaka in sladkorja. Dandanes so najbolj razširjeni in prepoznavni t. i. pariški makroni: rahla zmes je posušena in oblikovana v dva piškota, med katerima je sadni nadev ali krema ganache. Okusi makronov so zelo raznoliki in zajemajo npr. različno sadje, vanilijo, čokolado, kavo, med, pistacijo, črni poper, okus po vrtnici ter po zelenem čaju (matcha) ipd.
Izvorni recept makronov, ki so bili mnogo bolj preprosti enojni piškoti iz mandljev, beljaka in sladkorja ter brez dodatnih sestavin, naj bi s sabo prinesli kuharji Katarine Medičejske, potem ko se je poročila s francoskim kraljem Henrikom II. leta 1533. Makroni so sčasoma postali priljubljeni v večjih francoskih mestih, še posebej v času francoske revolucije, ko sta se dve nuni zatekli v Nancy ter se pričeli preživljati s peko in prodajo makronov. Zasnova današnje oblike makronov je nastala v drugi polovici 19. stoletja v prestižni pariški slaščičarni in čajnem salonu Ladurée, končni videz pa je oblikoval Pierre Desfontaines, s čimer je slaščičarna zaslovela.